# はまなす車いすマラソン
はまなす車いすマラソン（はまなすくるまいすマラソン）は、1990年から北海道札幌市で開催されている車いすマラソン大会。

## 概要
1989年に札幌市で開催された「第25回全国身体障害者スポーツ大会（はまなす大会）」において、公開競技として車いすマラソンが実施された。翌年から車いす使用者だけの単独大会「はまなす全国車いすマラソン」として開催され、マラソンの部、ハーフマラソンの部のほか重度障害者や初心者を対象とした3㎞・5㎞コースもオープン競技として実施された。なお1985年に実施予定だった「'85北海道車いすマラソン大会」については、台風のため中止となっている。

### ハーフマラソン化
2012年からフルマラソンの部が廃止され、ハーフマラソンの大会となった。
- コース：日本陸上競技連盟公認の札幌市中心部の都心コース
- スタートは真駒内セキスイハイムスタジアム、フィニッシュは円山球場前（ハーフマラソン）
- 主催：財団法人北海道障害者スポーツ振興協会

### 北海道マラソンと合同開催
2015年の第26回大会から北海道マラソンとの併催に移行したため、８月最終日曜日の開催となり、大会名も「はまなす車いすマラソン」に変更。「ハーフマラソン」と1.5kmの「ショートレース」が実施された。
ハーフマラソンは、札幌市街中心部の大通公園をスタートし、駅前通を南下、中の島通～平岸通～石狩街道などを経由し、新川通（新川西1-1）をゴールとする、ワンウェイで実施される。
ショートレースは大通公園周辺の市中心部の周回とし、年齢や使用する車いすに制限なく出場できる。
2016年からはショートレースが1km及び2kmの2部門となる。
2020年は、北海道マラソンが、東京オリンピック・パラリンピック開催により中止となったため、同時開催となる本大会も中止となった。
2021年は、北海道マラソンが、新型コロナウイルス感染拡大の影響で延期された東京オリンピック・パラリンピック開催のため、前年に引き続き中止となったため、同時開催となる本大会も中止となった。

## 歴代優勝者
※　フルマラソンのみ（2012年以降はハーフマラソンのみ）。
| 回 | 開催日        | 男子                 | 男子          | 女子                 | 女子          |
| 回 | 開催日        | 優勝者（出身地）     | タイム        | 優勝者（出身地）     | タイム        |
| -- | ------------- | -------------------- | ------------- | -------------------- | ------------- |
| 1  | 1990年8月5日  | 山口悟志（愛媛県）   | 1時間59分31秒 | 長谷川尚美（兵庫県） | 2時間15分24秒 |
| 2  | 1991年6月9日  | 川上耕作（兵庫県）   | 2時間4分23秒  |                      |               |
| 3  | 1992年6月21日 | 山本行文（熊本県）   | 1時間48分18秒 | 長谷川尚美（兵庫県） | 2時間25分45秒 |
| 4  | 1993年6月20日 | 中村博之（大阪府）   | 1時間44分26秒 | 奥山京子（山形県）   | 2時間32分52秒 |
| 5  | 1994年6月19日 | 藤田英二（山口県）   | 1時間40分00秒 | 阿部礼子（北海道）   | 2時間37分26秒 |
| 6  | 1995年6月14日 | 室塚一也（北海道）   | 1時間37分55秒 |                      |               |
| 7  | 1996年6月23日 | 室塚一也（北海道）   | 1時間36分16秒 |                      |               |
| 8  | 1997年6月22日 | 室塚一也（北海道）   | 1時間34分52秒 |                      |               |
| 9  | 1998年6月21日 | 田中秀夫（山口県）   | 1時間39分30秒 | 土田和歌子（東京都） | 1時間57分07秒 |
| 10 | 1999年6月20日 | 室塚一也（北海道）   | 1時間31分41秒 | 畑中和（兵庫県）     | 1時間50分32秒 |
| 11 | 2000年6月18日 | 副島正純 （福岡県）  | 1時間39分49秒 | 奥山京子（山形県）   | 2時間19分09秒 |
| 12 | 2001年6月24日 | 室塚一也（北海道）   | 1時間32分20秒 |                      |               |
| 13 | 2002年6月23日 | 室塚一也（北海道）   | 1時間32分07秒 | 鈴木良美（愛知県）   | 2時間21分09秒 |
| 14 | 2003年6月22日 | 花岡伸和（大分県）   | 1時間31分53秒 | 土田和歌子（東京都） | 1時間42分23秒 |
| 15 | 2004年6月20日 | 笹原廣喜（大分県）   | 1時間34分55秒 |                      |               |
| 16 | 2005年6月19日 | 笹原廣喜（大分県）   | 1時間28分58秒 | 八巻智美（福島県）   | 2時間12分43秒 |
| 17 | 2006年6月18日 | 笹原廣喜（大分県）   | 1時間29分50秒 | 八巻智美（福島県）   | 2時間22分21秒 |
| 18 | 2007年6月17日 | 笹原廣喜（大分県）   | 1時間32分11秒 | 土田和歌子（東京都） | 1時間56分39秒 |
| 19 | 2008年9月23日 | 花岡伸和（大分県）   | 1時間36分36秒 |                      |               |
| 20 | 2009年6月21日 | 洞ノ上浩太（福岡県） | 1時間35分48秒 |                      |               |
| 21 | 2010年6月20日 | 樋口政幸（長野県）   | 1時間35分39秒 |                      |               |
| 22 | 2011年6月19日 | 樋口政幸（長野県）   | 1時間31分29秒 |                      |               |

- 2012年以降はハーフマラソン

| 回 | 開催日        | 男子                                    | 男子     | 女子                 | 女子          |
| 回 | 開催日        | 優勝者（出身地）                        | タイム   | 優勝者（出身地）     | タイム        |
| -- | ------------- | --------------------------------------- | -------- | -------------------- | ------------- |
| 23 | 2012年6月17日 | 洞ノ上浩太（福岡県）                    | 45分47秒 | 土田和歌子（東京都） | 56分41秒      |
| 24 | 2013年6月30日 | 洞ノ上浩太（福岡県）                    | 44分46秒 | 新田のんの（北海道） | 1時間13分33秒 |
| 25 | 2014年6月22日 | 洞ノ上浩太（福岡県）                    | 44分01秒 | 新田のんの（札幌市） | 1時間13分45秒 |
| 26 | 2015年8月30日 | 山本浩之 (1966年生の陸上選手)（福岡県） | 40分54秒 | 土田和歌子（東京都） | 49分20秒      |
| 27 | 2016年8月28日 | 西田宗城 （大阪府）                     | 41分17秒 | 新田のんの（札幌市） | 1時間05分07秒 |
| 28 | 2017年8月27日 | 山本浩之（福岡県）                      | 44分22秒 | 喜納翼（沖縄県）     | 52分23秒      |
| 29 | 2018年8月26日 | 久保恒造（北海道）                      | 40分21秒 | 喜納翼（沖縄県）     | 51分36秒      |
| 30 | 2019年8月25日 | 洞ノ上浩太（福岡県）                    | 40分21秒 | 見﨑真未（熊本県）   | 1時間17分24秒 |
| 31 | 中止          |                                         |          |                      |               |
| 32 | 中止          |                                         |          |                      |               |
| 33 | 2022年8月28日 | 西田宗城（大阪府）                      | 41分23秒 | 土田和歌子（東京都） | 48分46秒      |
| 34 | 2023年8月27日 | 渡辺勝（福岡県）                        | 43分26秒 | 喜納翼（沖縄県）     | 48分35秒      |
| 34 | 2024年8月25日 | 渡辺勝（福岡県）                        | 43分59秒 | 喜納翼（沖縄県）     | 51分55秒      |